# Bill McKechnie
William Boyd „Bill“ McKechnie (* 7. August 1886 in Wilkinsburg, Pennsylvania; † 29. Oktober 1965 in Bradenton, Florida) war ein US-amerikanischer Baseballspieler und -manager in der Major League Baseball (MLB). Sein Spitzname war Deacon.

## Biografie
Bill McKechnie spielte in seiner Spielerlaufbahn bei sieben verschiedenen Vereinen auf allen Innenfeldpositionen. Als Spieler war er eher durchschnittlich begabt, aber sein Wissen über Baseball und dessen Strategien waren enorm. Frank Chance, der Manager der New York Yankees stellte ihn 1913 trotz seiner spielerischen Defizite auf die anspruchsvolle Verteidigerposition des Second Baseman und begründete dies folgendermaßen: „McKechnie weiß mehr Baseball als alle anderen meines Teams zusammen“.
Seine wahre Stärke aber sollte das Manageramt sein. Bereits 1915 übte er bei den Newark Pepper in der Federal League das Amt des Managers für 102 Spiele aus. Nach Beendigung seiner Spielerlaufbahn im Jahr 1919 löste er 1922 mitten in der Saison George Gibson bei den Pittsburgh Pirates ab. Mit diesen gewann er 1925 den Titel in der National League und besiegte die Washington Senators in den World Series. Durch die Verpflichtung von Fred Clarke, dem früheren Manager der Pirates, als Managerberater kam es 1926 zu Irritationen und einer Spielerrevolte, die zur Entlassung McKechnies führten. Er wechselte als Coach zu den St. Louis Cardinals und übernahm dort 1928 das Amt des Managers von Bob O’Farrell. Er führte die Cardinals zur Meisterschaft in der National League, aber gegen die New York Yankees wurde die World Series glatt in 4 Spielen verloren. Die Enttäuschung über diese Niederlage veranlasste den Besitzer der Cardinals, Sam Breadon, McKechnie nach Rochester in die Minor Leagues zu versetzen. Während der Saison sah der Besitzer ein, dass er einen Fehler begangen hatte und ließ McKechnie wieder das Major-League-Team trainieren, das noch auf dem vierten Platz die Saison abschloss.
Acht Jahre bei den Boston Braves folgten, allerdings konnte er mit diesem Team keinen größeren Erfolg als den 4. Platz feiern. 1938 folgte dann der Wechsel zu den Cincinnati Reds. In den Jahren 1939 und 1940 gewann er den Titel in der National League. Die World Series gegen die Yankees 1939 gingen verloren, aber ein Jahr darauf wurden die Detroit Tigers in sieben Spielen besiegt. 1946 beendete er seine Karriere als Manager.
The Sporting News wählte ihn 1937 und 1940 zum Manager des Jahres, 1962 wurde er vom Veterans Committee in die Baseball Hall of Fame gewählt.

## Seine Stationen als Spieler
- 1907 Pittsburgh Pirates
- 1910–1912 Pittsburgh Pirates
- 1913 Boston Braves
- 1913 New York Yankees
- 1914 Indiana Hoosiers (Federal League)
- 1915 Newark Pepper (Federal League)
- 1916 New York Giants
- 1916–1917 Cincinnati Reds
- 1918–1919 Pittsburgh Pirates

## Seine Stationen als Manager
- 1915 Newark Pepper (Federal League)
- 1922–1926 Pittsburgh Pirates
- 1928–1929 St. Louis Cardinals
- 1930–1937 Boston Braves
- 1938–1946 Cincinnati Reds